# Vía de resultado adverso
Una vía de resultado adverso (AOP) es una representación estructurada de eventos biológicos que conducen a efectos adversos y se considera relevante para la evaluación de riesgos. El AOP vincula de manera lineal el conocimiento existente a lo largo de una o más series de eventos clave (KE) conectados causalmente entre dos puntos: un evento de iniciación molecular (MIE) y un resultado adverso (AO) que ocurren en un nivel de organización biológica relevante para Evaluación de riesgos. El vínculo entre los eventos se describe mediante relaciones de eventos clave (KER) que describen las relaciones causales entre los eventos clave.
Los POA son importantes para ampliar el uso de datos toxicológicos mecánicos para la evaluación de riesgos y las aplicaciones reglamentarias con aplicaciones recientes en disciplinas adicionales como la ciencia del clima.

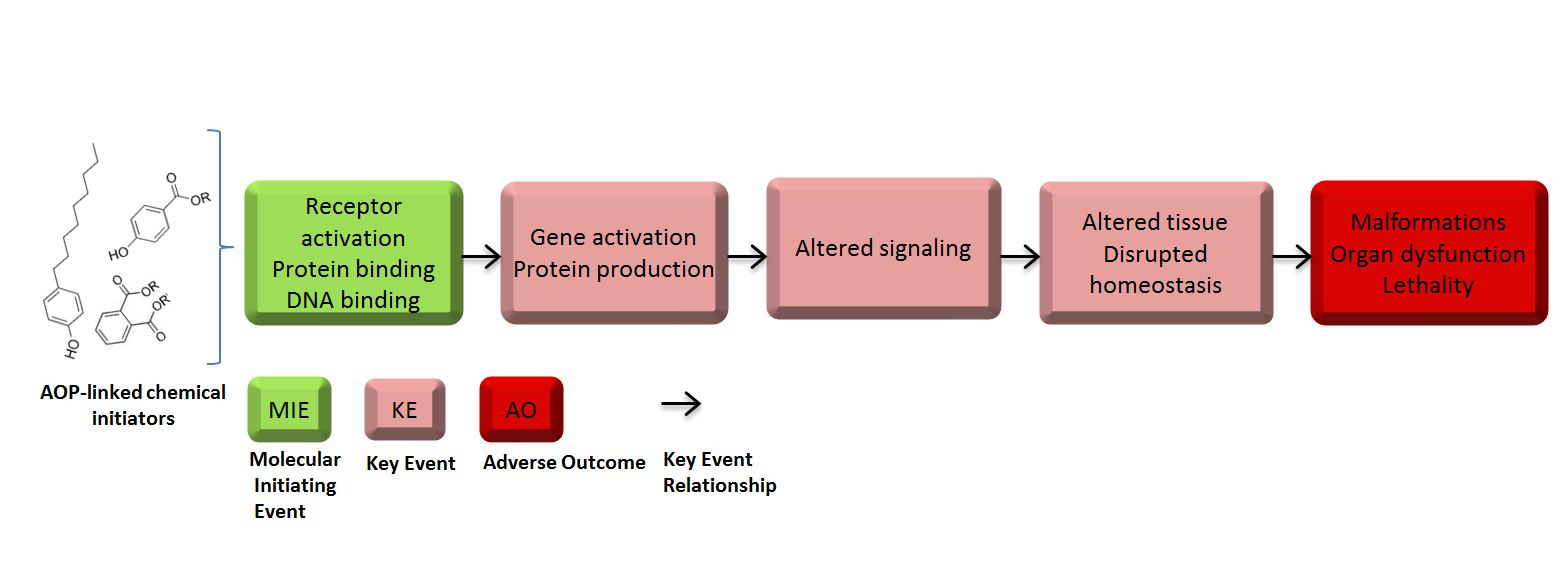
Representación esquemática de AOP con eventos hipotéticos

## Trasfondo
En 2012, la Organización para la Cooperación y el Desarrollo Económicos (OCDE) lanzó un nuevo programa sobre el desarrollo de vías de resultados adversos. Un documento de orientación describe en detalle cómo se desarrollarán, revisarán, acordarán y publicarán los POA a nivel de la OCDE. El flujo de trabajo de desarrollo y revisión de AOP está previsto para llevarse a cabo a través de una herramienta de gestión de TI basada en la web: la Base de conocimientos de la vía de resultados adversos (AOP-KB) que actualmente todavía está en desarrollo. Es la herramienta fácil de usar basada en wiki que proporciona una interfaz de código abierto para compartir en colaboración los AOP establecidos y crear nuevos AOP. El AOP-KB brinda a la comunidad científica la posibilidad de ingresar, compartir y discutir su conocimiento relacionado con AOP en un punto central de información. El AOP-KB permite construir AOP ingresando y luego vinculando información sobre MIE, KE, AO e iniciadores químicos. Sabiendo que los elementos de la ruta no son necesariamente exclusivos de un solo AOP, se agrega valor al conocimiento existente al facilitar la reutilización de la información MIE, KE y AO en múltiples AOP, lo que evita la redundancia y hace que el conocimiento colectivo sobre esas entidades esté disponible en todos AOP en los que aparecen.
El AOP-KB es una combinación de aplicaciones desarrolladas individualmente, sincronizadas y orquestadas de una manera que brinda a los usuarios la posibilidad de capturar, revisar, navegar y comentar sobre los AOP compartidos por la comunidad de partes interesadas de AOP.
El proyecto AOP-KB es una iniciativa de la Organización para la Cooperación y el Desarrollo Económicos, que se ejecuta en estrecha colaboración entre el Centro de Investigación Conjunta de la Comisión Europea, la Agencia de Protección Ambiental de los Estados Unidos y el Centro de Investigación y Desarrollo de Ingenieros del Cuerpo de ingenieros de Ejército de los Estados Unidos a los efectos del programa de la Organización para la Cooperación y el Desarrollo Económicos sobre el desarrollo de POA.
El AOP también se ha aplicado recientemente para comprender mejor los efectos de los factores estresantes relacionados con el clima, ampliando aún más el potencial de los AOP a otras disciplinas científicas
Talleres científicos realizados para avanzar en el concepto de AOP:
- 2013
  - 23 al 25 de enero, Baltimore, EE. UU. Creación de experiencias compartidas para promover la aplicación práctica de la toxicología basada en las vías: modo de acción de la toxicidad hepática[9]

- 2014
  - 2 al 7 de marzo, Somma Lombardo, Italia Avanzando en las vías de resultados adversos (AOP) para aplicaciones reguladoras y de toxicología integradas[10]
  - 24 de agosto, Praga, República Checa POA 101: el cómo y el por qué del desarrollo y el uso[11]
  - 3 al 5 de septiembre, Bethesda, EE. UU. Vías de resultados adversos: De la investigación a la regulación, taller organizado por el Centro Interagencial de NTP para la Evaluación de Métodos Toxicológicos Alternativos (NICEATM) y el Comité de Médicos por una Medicina Responsable. Los materiales del taller, incluidos los enlaces a las retransmisiones en vídeo de la sesión plenaria y los resúmenes de las discusiones del grupo de trabajo, están disponibles en el sitio web del NTP[12]